# Vernon Islands
Le Vernon Islands sono un gruppo di isole disabitate situate nel mare di Timor, lungo la costa occidentale del Territorio del Nord, in Australia. Le isole fanno parte della stessa comunità delle isole Tiwi e si trova nell'area in cui il Tiwi Aboriginal Land Trust degli aborigeni di Tiwi reclama diritti sulla terra. Il gruppo di isole fa parte della Vernon Islands Conservation Reserve.
Le isole si trovano a sud dell'isola Melville nel canale che separa le isole Tiwi dalla terraferma: il Clarence Strait. Sono a ovest del golfo di Van Diemen e distano circa 52 km da Darwin.
Le tre isole sono dotate ognuna di un faro.
- North West Vernon, ha una superficie di 14,25 km².

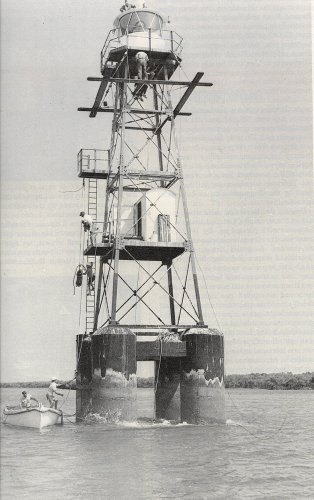
Una foto storica del faro di East Vernon

- East Vernon
- South West Vernon

## Storia
Le Isole Vernon furono nominate da Phillip Parker King in onore di Edward Venables-Vernon, arcivescovo di York. In una descrizione delle isole, nel suo Narrative of a Survey of the Intertropical and Western Coasts of Australia (1818-1822), Parker King parla di quattro isole. La quarta, a nord-est di North West Vernon, è oggi sommersa.